# Noi Sud
My Południe – Wolność i Autonomia (Noi Sud – Libertà e Autonomia, NS) – włoska centrowa partia polityczna, działająca na obszarze południa kraju.
Partię powołała w styczniu 2010 grupa polityków należących dotąd do Ruchu dla Autonomii (MpA), regionalistycznego ugrupowania prezydenta Sycylii Raffaele Lombardo. Gdy ten do kolejnego rządu nie powołał żadnego z polityków Ludu Wolności, sprzeciwiła się temu część działaczy wspierająca dalszą współpracę z formacją Silvia Berlusconiego. W konsekwencji z Ruchu dla Autonomii zostało wykluczonych czterech posłów do Izby Deputowanych oraz wiceminister szczebla centralnego Vincenzo Scotti. Grupa ta utworzyła w parlamencie frakcję „My Południe”, na bazie której zarejestrowano nową partię. Prezydentem został Vincenzo Scotti, stanowisko sekretarza generalnego objął poseł Arturo Iannaccone. Jesienią 2010 partia nawiązała współpracę z ugrupowaniem I Popolari di Italia Domani. Później współtworzyła federację Grande Sud.